# ドラゴン (戦列艦・3代)
| ハバナのモロ城を砲撃するドラゴン(中央) | |
| 艦歴                                   | |
| 発注:                                  | 1757年12月28日 |
| 建造:                                  | デットフォード工廠                                                                                                   |
| 起工:                                  | 1758年3月28日 |
| 進水:                                  | 1760年3月4日 |
| その後:                                | 1784年売却 |
| 性能諸元                               | |
| クラス:                                | ベローナ級戦列艦 |
| 全長:                                  | 砲列甲板：168ft（51m） 竜骨：138ft（42m）                                                                            |
| 全幅:                                  | 46ft 9in（14.2m） |
| 喫水:                                  | 19ft 9in（6.0m） |
| 機関:                                  | 帆走（3本マストシップ）                                                                                              |
| 乗員:                                  | 650名 |
| 兵装:                                  | 74門： 下砲列：32ポンド(15kg)砲28門 上砲列：18ポンド(8kg)砲28門 後甲板：9ポンド(4kg)砲14門 船首楼：9ポンド(4kg)砲4門 |

ドラゴン（HMS Dragon）はトーマス・スレード設計のベローナ級74門3等戦列艦。1760年3月4日にデットフォード工廠で進水した。